# Rainhill
Rainhill est un village du district métropolitain de Saint Helens, dans le Merseyside, en Angleterre.